# 빅 버킹엄
빅터 프레더릭 버킹엄(영어: Victor Frederick Buckingham; 1915년 10월 23일, 그리니치 ~ 1995년 1월 26일, 치체스터)은 잉글랜드의 전 축구 선수이자 감독이다.
그는 현역 시절에 2부 리그에 속해 있던 토트넘 홋스퍼에서 활약했다. 감독으로서, 그는 웨스트 브로미치 앨비언을 이끌고 1954년에 FA컵 우승을 거두었고, 풋볼 리그 1부에서 준우승을 차지했다. 그는 두 차례 아약스를 이끌고 1960년에 네덜란드 리그 우승을 거두었다. 1964년, 그는 요한 크라위프의 신고식을 치르게 했다. 1971년, 그가 이끄는 바르셀로나는 리그에서 준우승을 차지했고, 코파 델 헤네랄리시모 준우승을 차지했다. 그는 풀럼, 셰필드 웬즈데이, 그리고 그리스의 여러 구단을 지도한 적이 있다. 버킹엄은 토탈 풋볼 철학의 선구자로도 회자되는데, 그의 제자 요한 크라위프가 버킹엄의 철학을 더욱 체계적으로 다루었다.

## 경력
버킹엄은 1934년에 토트넘 홋스퍼에 입단하여 1년차인 1934-35 시즌에 토트넘의 2군 역할을 하는 노스플리트 유나이티드에서 보냈다. 1년 후, 그는 당시 2부 리그에 속해 있던 토트넘에 복귀하였고, 수비형 미드필더로 활약하며 230번의 경기에 출전했고, 이후 그는 1949년에 토트넘 홋스퍼를 떠났다.
그는 1949-50 시즌에 옥스퍼드 대학교에서 감독 활동을 시작했다. 그 후, 그는 옥스퍼드와 케임브리지 대학교의 공동 아마추어 선수단인 페가수스를 지휘해 1951년에 웸블리에 웅집한 100,000명의 관중들 앞에서 비숍 오클랜드와의 결승전을 펼쳐 2-1로 이기면서 FA 아마추어 컵 우승을 거두었는데, "매력적인 밀어붙이기 방식의 축구를 전개하여 종횡무진 움직이고 빠르고 간결하게 공을 넘겼다."
1951년에서 1953년 사이, 그는 브래드퍼드 파크 애비뉴를 지휘했는데, 당시 이 구단은 풋볼 리그의 3부 북부 리그에 속해 있었고, 중위권까지 성적이 올랐다.
1953년, 웨스트 브로미치는 버킹엄을 이탈리아로 돌아간 제시 카버의 후임 감독으로 내정했다. 그는 전후기 역대 최장 기간 구단의 감독으로 이름을 올렸는데, 1897년부터 해내지 못했던 2관왕을 1954년에 달성했는데, FA컵에서 프레스턴 노스 엔드를 이겼는데, 톰 피니를 3-2 점수로 따돌렸고, 리그에서 2위의 성적을 냈다.
1959년, 그는 아약스의 감독이 되었는데, 오스트리아인 칼 후멘베어거의 지휘봉을 넘겨받았다. 그는 아약스에서 에레디비시 1959-60 우승을 거두었다. 이후, 그는 사적인 이유로 1960년 5월에 1960-61 시즌의 종료를 앞둔 가운데 잉글랜드 축구 협회의 추천으로 아약스에 건너온 28세의 키스 스퍼전을 남기고 암스테르담을 떠났는데, 이 잉글랜드인의 구단 역사사 6번째로 아약스의 감독이 되었다. 그는 본래 그 다음 시즌까지 계약한 상황이었다.
아약스를 떠나고, 플리머스 아가일이 그를 새 사령탑으로 내정할 것이라는 소문이 돌았으나, 결국 1960-61에 리그 준우승을 거둔 셰필드 웬즈데이의 감독이 되었고, 그에 따라 시즌 종료를 2경기 앞두고 에버턴으로 떠난 해리 캐터릭을 대신하게 되었다. 이후 3년 동안 웬즈데이는 리그에서 모두 6위를 차지했다. 1964년 4월 9일, 그는 연봉 3,000의 직위에서 쫓겨났다. 1군 감독진에서 정직된 잭 맨셀은 그의 후임으로 대행 감독이 되었다.
그는 본의 아니게 1964년 4월 12일에 폭로된 1964년 영국 베팅 스캔들에 연루되었다. 그러나, 구단 수뇌부는 나중에 이를 알렸고, 그의 방임적인 행보가 그로 하여금 스캔들에 연루되게 만들었다고 해명했다. 그의 휘하 3명의 셰필드 웬즈데이 선수인 피터 스완, 토니 케이, 그리고 데이비드 레인이 1962년 12월 1일에 뇌물을 수수하여 패하는 쪽으로 돈을 걸은 혐의에 연루되었는데, 이 경기에서 0-2로 패했었다.
1964-65 시즌, 그는 아약스에 복귀했다. 이번에 버킹엄 감독이 거둔 유일한 성과는 11월에 당시 17세였던 요한 크라위프의 신고식을 치르게 한 것이었다. 그 외에 아약스는 부진한 성적을 거두었는데, 특히 로테르담에서 페예노르트에게 4-9의 대패를 당해 강등권에 근접하기도 했다. 1965년 1월, 구단과 감독은 별 말 없이 결별했다. 이후 암스테르담에서는 리뉘스 미헐스의 시대가 시작되었다.

요한 크라위프는 훗날 빅 버킹엄과 키스 스퍼전에 대해 입을 열었다:

"그들은 사고가 개방적이었는데, 전술적으로, 당시 우리가 처했던 상황을 바라봐야 합니다. 네덜란드의 축구는 강했지만, 프로답지 못했습니다. 그들[버킹엄과 스퍼전]은 우리에게 길 더 먼 건너편을 응시하도록 프로 의식을 심었습니다. 그러나, 전술적 사고는 그보다 나중에 미헐스 감독의 영향을 받았습니다. 그렇게 시작되었습니다."

잉글랜드 무대에 복귀해, 그는 시즌 도중인 1965년 1월에 1부 리그에 속한 런던의 풀럼의 사령탑에 취임했다. 풀럼은 당시 강등 위기에 처해 있었고, 실제로도 강등이 유력한 상황이었고, 결국에는 1967-68 시즌 끝에 비극을 맞이했다. 월솔에서 앨런 클라크를 산 결정은 당시 그가 내린 결단 중 최고였다고 회자되었다. 1968년까지 86번의 경기에서 45골을 기록하면서, 버킹엄 감독은 1부 리그 잔류를 위해 최선을 다했고, 이후 영국 역대 최고 이적료 기록인 £150,000에 매각되었다.
그리스에 잠깐 머무른 버킹엄은 1969년에 스페인의 바르셀로나 감독이 되었다. 버킹엄은 바르셀로나를 이끌고 1970-71 시즌에 코파 델 헤네랄리시모 우승을 거두었는데, 결승전에서 발렌시아를 연장 접전 끝에 4-3으로 이기고 우승했다. 같은 해에 바르셀로나는 발렌시아에 밀려 리그에서 준우승에 만족해야 했다. 두 구단은 승점에서 동률을 이루었지만, 맞대결 전적이 더 좋았던 발렌시아가 윗 순위에 올랐다: 바르사는 발렌시아를 상대로 안방에서 0-2로 패했고, 원정에서 1-1로 비겼다. 시즌 후, 바르셀로나의 후임 감독 역시 리뉘스 미헐스였다. 당시 바르셀로나에서 활약했던 선수로는 호아킴 리페, 카를레스 렉사치, 조세프 마리아 푸스테, 그리고 후안 마누엘 아센시가 있었다.
1972년 2월, 그는 세비야의 감독으로 취임해 강등을 막을 임무를 받았지만, 수포로 돌아갔다. 이후, 그는 두 차례 그리스에서 감독직을 수행했다. 1975년, 그는 그리스 정상에 오른 올림피아코스의 감독으로 취임해 1976년에 3위의 성적을 거두어 계약을 연장하지 못했다. 그가 마지막으로 지도한 선수단은 로도스로 그리스 1부 리그에 속한 구단이었다. 그는 1979-80 시즌 초부터 지도했지만, 시즌을 강등의 비극으로 마무리했다.

## 사생활
빅 버킹엄은 그리니치 출신으로 애니 엘리자베스 젠킨스와 윌리엄 조지 버킹엄의 아들로 출생했다. 그는 릴리안 엠마 킹을 배우자로 맞이하여 슬하에 3명의 자식을 두었다. 그는 향년 79세로 잉글랜드의 치체스터에서 영면에 들었다.

## 수상
웨스트 브로미치 앨비언
- 준우승: 1953–54
- FA컵: 1953–54[7]
- FA 채리티 실드: 1954 (울버햄프턴 원더러스와 공동 우승)

아약스
- 에레디비시:
  - 우승: 1959–60
  - 준우승: 1960–61

바르셀로나
- 코파 델 헤네랄리시모: 1970–71
- 라 리가 준우승: 1970–71